# Chwilog
Chwilog är en by i Gwynedd i Wales. Byn är belägen 178,4 km 
från Cardiff. Orten har 693 invånare (2016).